# Уссама Таннане
Уссама Таннане (араб. أسامة طنان, нар. 23 березня 1994, Тетуан, Марокко) — марокканський футболіст, атакувальний півзахисник нідерландського клубу «Неймеген» та національної збірної Марокко.

## Ігрова кар'єра

### Клубна
Уссама Таннане народився у марокканському місті Тетуан але займатися футболом почав вже у Нідерландах. Серед його юнацьких клубів були такі, як «Утрехт», ПСВ та «Геренвен». Саме з останнім Таннане і підписав перший професійний контракт. І свою першу гру за клуб зіграв у серпні 2012 року і одразу у кваліфікації до Ліги Європи.
Вже за рік по закінченню контракту з «Геренвеном» Таннане перейшов до іншого нідерландського клубу - «Гераклесу». Де він зіграв понал 50 матчів і відмітився першими забитими голами на професійному рівні.
У січня 2016 року Усама підписав контракт до літа 2020 з французьким «Сент-Етьєном». Сума контракту становила 1,5 млн євро. Але майже одразу футболіст був відданий в оренду. Спочатку в іспанський «Лас-Пальмас», а пізніше - у нідерландський «Утрехт». Згодом у 2019 році Таннане повністю повернувся до Нідерландів, де підписав контракт до 1 липня 2022 року з клубом Вітесс.

### Збірна
У 2015 році Уссама Таннане провів дві гри у складі молодіжної збірної Нідерландів. Однак згодом тренер національної збірної Марокко Езакі Баду зумів переконати футболіста виступати за команду його історичної батьківщини.
Першу гру за збірну Марокко Таннане зіграв у березні 2016 року у матчі кваліфікації до Кубку африканських націй - 2017 проти команди Кабо-Верде.

## Титули та досягнення
- Володар Кубка зірок Катару (1):

«Умм-Салаль»: 2023-24